# Beretta 3032 Tomcat
Beretta 3032 Tomcat — самозарядный пистолет с УСМ двойного действия, производимый компанией Beretta с 1979 года. Имеется модификация Inox, отличающаяся анодированием поверхностей.

## История
Beretta 3032 Tomcat конструкция основана на ранних моделях карманных пистолетов Беретта, предназначенных для скрытого ношения и самообороны.

## Характеристики
Beretta 3032 Tomcat — пистолет с УСМ двойного действия и свободным затвором. Предохранитель смонтирован на рамке слева, и действует также как ствольная задержка. Рамка пистолета изготовлена из алюминиевого сплава, ствол и затвор — стальные. Как и во многих других малых пистолетах Беретта, используется механизм «тип-ап» (tip-up), позволяющий откинуть ствол вверх и поместить патрон в патронник без взвода затвора.

## Модификации
Модификация «Inox» имеет ствол, сделанный из нержавеющей стали. Затвор и рамка анодированы. Некоторое время производились пистолеты с титановыми деталями. Также существует модификация с фабричными тритиевыми (видимыми в темноте) вставками в прицел.

## Предназначение
Beretta 3032 Tomcat — малогабаритный пистолет, предназначенный для скрытого ношения. Это «оружие последней линии обороны» для агентов, работающих под прикрытием, или запасное оружие офицеров полиции.

## Преимущества
Относительно надёжная конструкция и небольшие размеры. Модификация Inox благодаря используемым материалам весьма стойка к коррозии и не требует частого обслуживания. Патрон центрального боя, превосходящий по мощности боеприпасы .22 Long Rifle и 6,35х15 мм Браунинг, обычно используемые в пистолетах карманного формата. Механизм тип-ап пригоден для проверки наличия патрона в патроннике или для заряжания без взведения затвора.

## Ограничения
Недостаточное останавливающее действие пули калибра 7,65×17 мм (.32 ACP) по сравнению с пистолетными боеприпасами наиболее популярного калибра 9×19мм Парабеллум, и даже 9×17 мм. Точная стрельба возможна только на малых дистанциях. Небольшая рукоятка допускает травмирование руки стрелка откатывающимся затвором. Экстрактор отсутствует, выброс гильзы осуществляется только давлением свободного затвора, из-за чего в случае осечки извлечение бракованного патрона возможно только вручную, откинув ствол вверх при помощи механизма тип-ап.
Документация, прилагаемая к новым пистолетам, запрещает использование боеприпасов повышенной энергии (P+ , P++).

## Технические характеристики
- Тип: Beretta 3032 Tomcat
- Спусковой механизм: двойного действия
- Патрон: 7,65×17 мм (.32 ACP)
- Ёмкость магазина: 7 патронов, 8-й в стволе
- Материал рамки: Алюминиевый сплав
- Материал ствола и затвора: Сталь
- Материал рукоятки: Пластик
- Длина ствола: 61 мм
- Длина: 125 мм
- Масса: 410 г
- Предохранитель: рычаг на левой стороне
- Производится: 1979 — до настоящего времени.
- Производители: Beretta Italy, Beretta USA